# Peter Wilde
Peter Wilde (* 26. März 1939 in Halle (Saale); † 12. Juli 2010 in Potsdam) war ein deutscher Bühnen- und Szenenbildner und Maler.

## Leben
Peter Wilde lernte Dekorationsmaler und arbeitete als Maler in Leuna und Buna. Er studierte von 1958 bis 1960 an der Fachschule für Werbung und Gestaltung in Berlin und Potsdam.
Wilde durchlief alle Ausstattungsabteilungen des DEFA-Spielfilmstudios und arbeitete dort letztendlich als Szenenbildner. In Potsdam bewohnte Wilde über längere Zeit mit den Malern Christian Heinze, Manfred Nitsche und Alfred Schmidt und dem Regisseur Kurt Tetzlaff die Villa Rumpf am Heiligen See. 
Neben seiner Arbeit beim Film malte er privat leidenschaftlich und unermüdlich. Hier entstand ein Werk, das sich von naiver Malerei bis zu abstrakter Kunst erstreckt. Eines seiner Lieblingsthemen sind stimmungsvolle Landschaften. Ein häufiges Motiv ist der Heilige See bei Potsdam, wo Peter Wilde einen Großteil seines Lebens wohnte.
Ab 1976 arbeitete er beruflich teilweise auch in China und Vietnam. Aus dieser Zeit stammt seine Vorliebe für die asiatische Kultur. Hier spannte der Künstler einen großen Bilder-Bogen mit vielen asiatischen Orten und Handlungen auf, der mit seinem letzten fertiggestellten Bild DIALOG-CHINA BLUE endet.
Wilde war bis 1990 Mitglied des Verband Bildender Künstler der DDR.

## Ausstellungen
- 1964: Kulturbund B. Kellermann, Potsdam
- 1969: Beteiligung – Potsdam im Bild des 20. Jhds.
- 1979: Beteiligung – Künstler der Gegend Sanssouci
- 1972/79/83: Bezirkskunstausstellungen
- 1984: Ausstellung im Club der Film- und Fernsehschaffenden der DDR
- 1987: Kleine Galerie im Keller, Potsdam/Babelsberg
- 1990: Matschkes Galerie-Café, Potsdam
- 1991: BIG, Potsdam
- 1992: Galerie UPU, Berlin
- 1993: BIG, Potsdam
- 1997/98: Beteiligung – Kleine Formate Sperl-Galerie, Potsdam
- 1999: Retrospektive 1978 – 1999 Speerl-Galerie, Potsdam
- 2000: Pavillon Freundschaftsinsel, Potsdam
- 2001: Ahrensburg Galerie, Hamburg
- 2004: Landschaft erleben – Ausstellung - Malerei in Bürgershof, Potsdam
- 2006: Galerie Samtleben, Potsdam
- 2007: Kunst-Zeit Galerie, Halle (Saale)
- 2008: Galerie Samtleben – Potsdam, Potsdam
- 2008: Kleine Formate Sperl Galerie, Potsdam
- 2009: Landschaften – Matschkes Galerie-Café Potsdam
- 2012: Von Nähe und Ferne – Museumshaus Im güldenen Arm, Potsdam